# وادي غوير

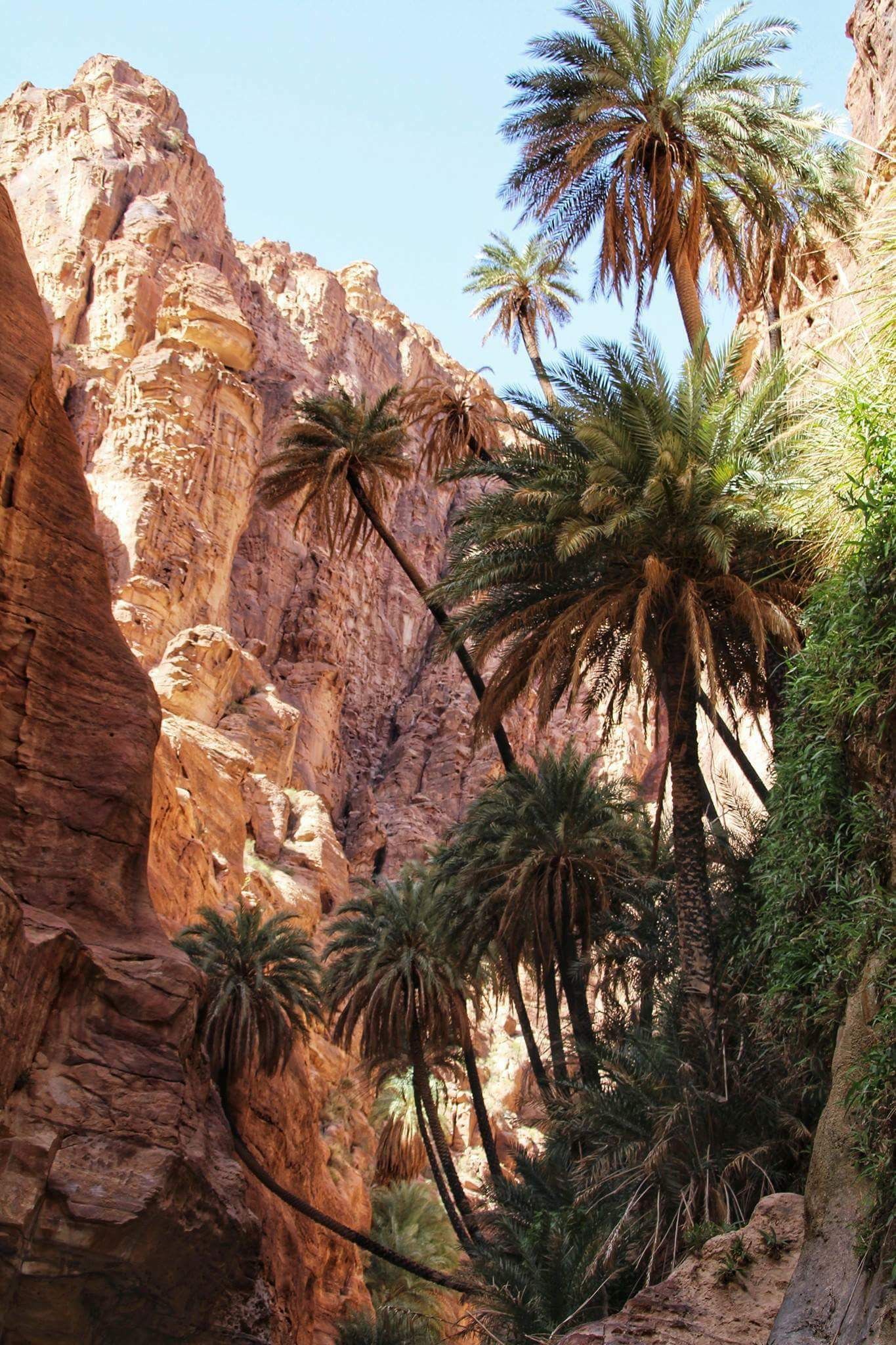

وادي غوير (النخيل)، يقع في الأردن على بعد عدّة كيلومترات من قرية المنصورة في لواء الشوبك، ويعتبر من أطول الأودية المائية في جنوب الأردن، ويصل طوله إلى أكثر من 18 كم، ويصل وادي عربة بمنطقة المنصورة قضاء الشوبك. ويحتوي هذا الوادي على العديد من ينابيع المياه الباردة والنقية الصالحة للشرب، وعلى أنواع نادرة من الحيوانات والطيور.